# Wonderful Christmastime
"Wonderful Christmastime" é um single do artista musical britânico Paul McCartney, lançada no Natal de 1979, composta e produzida pelo musicista. Liricamente, ele satiriza a popularidade significativa durante o tempo de Natal em todo o mundo. A canção foi adicionada mais tarde como uma faixa bônus da reedição de 1993 do álbum Back to the Egg (1979), dos Wings, e posteriormente remasterizada em som surround 5.1 para a inclusão no DVD The McCartney Years (2007).

## Recepção e legado
Depois de seu lançamento como single, a canção teve a sexta posição como melhor no Reino Unido, na semana do dia 5 de janeiro de 1980. Nos Estados Unidos, a faixa teve como melhor posição a 83ª na parada do Cash Box Top 100 Singles e a 94ª no Record World Singles Chart, mas falhou para entrar na Billboard Hot 100. Em dezembro de 1984, a canção ficou duas semanas na 10ª posição da parada de singles de natal da Billboard. Também conseguiu a 29ª posição na parada Hot Adult Contemporary Tracks durante janeiro de 1996.
A faixa continua a receber um airplay anual na época de Natal, mas críticos consideram "Wonderful Christmastime" como sendo uma das composições "medíocres" de McCartney. Robert Rodriguez, autor de uma das biografias dos Beatles, disse que "amando ou odiando, poucas canções dentro da obra de McCartney provocaram reações tão fortes". Incluindo royalties de outras versões da faixa, é estimado que McCartney consegue $400,000 a cada ano com a faixa, que coloca seus ganhos acumulados em $15 milhões.

## Versão de Kylie Minogue
A artista musical australiana Kylie Minogue, juntamente com o cantor inglês Mika, fez uma versão cover da canção para a reedição do décimo terceiro álbum de estúdio e primeiro natalino da artista, Kylie Christmas: Snow Queen Edition (2016). O seu lançamento como o segundo single do disco ocorreu em 9 de dezembro de 2016 nas rádios mainstream italianas, através da Parlophone.

### Desempenho nas tabelas musicais

#### Posições
| Tabela musical (2016)             | Melhor posição |
| --------------------------------- | -------------- |
| Bélgica (Ultratop 50 de Flandres) | 23             |

### Histórico de lançamento
| País   | Data                  | Formato           | Gravadora          |
| ------ | --------------------- | ----------------- | ------------------ |
| Itália | 9 de dezembro de 2016 | Rádios mainstream | Warner Music Group |